# Завод хімії хлору в Уфі
Завод хімії хлору в Уфі — колишній хімічний майданчик в Башкортостані (Росія).
Наприкінці 1930-х вирішили створити в Черніковську (наразі частина Уфи) повномасштабне виробництво сульфатної кислоти. Хоча його будівництво і йшло з відставанням від планів, проте станом на початок 1941-го вже виконали більшість робіт. Сировиною мала бути сірка, спалювання якої надає можливість отримати триоксид сірки, що у реакції з водою перетворюється на сульфатну кислоту.
Невдовзі почалась радянсько-германська війна і до Башкирії вивезли обладнання Рубежанського хімічного комбінату, після чого проєкт майданчика в Черніковську докорінно переробили, вирішивши розмістити тут виробництва хлорної групи, як то:
- електролізу хлориду натрію з отриманням хлору, каустичної соди та водню;
- соляної кислоти (сировиною виступають хлор та водень);
- хлорсульфонової кислоти, яку продукують реакцією хлорводню (так само отримують з хлору та водню) зі згаданим вище триоксидом сірки;
- хлорбензолу, що є результатом хлорування бензолу та виступає основою для продукування широкого спектру пестицидів (гербіцидів, фунгіцидів, інсектицидів);
- сульфату натрію, який можливо отримати обробкою хлориду натрію сульфатною кислотою.
У 1943-му нарешті ввели в дію цех сульфатної кислоти, а наступного року почалось виробництво продуктів електролізу та хлорбензолу. В повному складі завод прийняли в експлуатацію у 1947 році.
Протягом 1944—1948 років виробництво хлобензолу коливалось від 0,6 до 2,2 тисячі тонн на рік. Втім, на тлі завдання з розширення випуску гербіцидів воно в середині 1950-х було доповнене новим цехом, що використовував більш ефективну технологію та мав проєктну потужність у 6 тисяч тонн на рік. Надалі цей показник істотно збільшили й довели до 12 тисяч тонн (1964), 14,4 тисячі тонн (1972), 18 тисяч тонн (1981), а потім і 22,7 тисячі тонн (1989). Побічними товарними продуктами виробництва хлорбензолу були пара-діхлорбензол (13,5 кг на тонну хлорбензолу) та рідкі поліхлориди (29 кг на тонну хлорбензолу). Також відомо, що завод виробляв тетрахлорбензол.
З плином часу асортимент майданчику поповнили іншими хлорпохідними продуктами, як то:
- в 1951-му почали випуск хлоранілу, технологічний ланцюжок отримання якого включав хлорування фенолу з отриманням трихлорфенолу, який далі піддавали оксилювальному хлоруванню в присутності хлорсульфонової та сульфатної кислот. Первісно потужність по хлоранілу становила 20 тонн на рік, а в 1982-му досягнула 300 тонн на рік (що повністю задовольняло потреби СРСР);
- в середині 1950-х майданчик розпочав випуск трихлоретилену, виробничий ланцюжок якого включав продукуванням ацетилену із карбіду кальцію, а потім двостадійне хлорування ацетилену з отриманням тетрахлоретану, який вже є сировиною для перетворення на трихлоретилен;
- у 1958-му запустили виробництво монохлороцтової кислоти (ще один хімікат із напрямку виробництва гербіцидів), яку отримують реакцією трихлоретилену з водою. В період з 1959 по 1963 роки виробництво монохлороцтової кислоти зросло з 1 до 5 тисяч тонн на рік, а в 1963-му запустили другу чергу, що дозволило в 1974-му досягнути рівня у 24 тисячі тонн. Унаслідок подальших робіт з модернізації в другій половині 1980-х досягнули виробництва 28—32 тисяч тонн монохлороцтової кислоти на рік;
- у 1950-х роках організували випуск хлорацетилену;
- у 1964-му запустили виробництво хлораміну, основною сировиною для якого є хлорсульфонова кислота, бензол та каустична сода (крім того, потрібні хлор та гідроксид амонію). Первісна річна потужність по цьому напрямку становила 3,2 тисячі тонн монохлораміну та 1,2 тисячі тонн дихлоаміну, проте вже у 1967-му виробництво останнього припинили, зосередившись на монохлораміні. Одним з напрямків використання хлораміну був випуск дезінфікуючого засобу «Бєлізна»;
- в якийсь момент почали випуск хлорфенолу (результат хлорування фенолу, що міг надходити по трубопроводу з Уфимського завод синтетичних спиртів).
Також відомо, що в 1960-му на заводі опробували дослідно-промислову установку піролізу бензину з отриманням ацетилену. Втім, здійснені в СРСР спроби організації випуску ацетилену піролізним шляхом в підсумку виявились невдалими (зокрема, погані результати показала установка високотемператорного піролізу в Стерлітамаку).
Первісно електролізне виробництво створили за ртутним метод, а в 1970-х почали використовувати діафрагмений метод. Того ж десятиліття організували подачу сировини — хлориду натрію — по розсолопроводу Стерлітамак – Уфа.
У 1987-му майданчик доповнили виробництвом дифенілолпропану (бісфенолу-А), який отримують реакцією фенолу за ацетоном в присутності сульфатної кислоти.
На тлі краху планової економіки завод суттєво скоротив обсяги діяльності, проте певний час ще продовжував роботу. Є відомості, що в 2001-му він виготовив 57 тисяч тонн бісфенолу-А, 44 тисячі тонн соляної кислоти, 15 тисяч тонн хлорсульфонової кислоти, 30 тисяч тонн сульфатної кислоти, 6 тисяч тонн монохлоруксусної кислоти і 14 тисяч тонн хімічних засобів захисту рослин (а також 24 тисячі тонн каустичної соди та 11 тисяч тонн рідкого хлору).
У 2004-му завод визнали банкрутом, хлорорганічні виробництва комплексу були виведені з експлуатації, а цех бісфенолу-А передали сусідньому нафтопереробному заводу.
Первісно майданчик діяв як завод № 768, з 1948-го став Черніковським союзним хімічним заводом, а в 1956-му отримав нову назву Уфімський хімічний завод (також відомий як «Уфахімпром»).